# Culicoides riebi
Culicoides riebi is een muggensoort uit de familie van de knutten (Ceratopogonidae). De wetenschappelijke naam van de soort is voor het eerst geldig gepubliceerd in 2005 door Delecolle, Mathieu & Baldet.